# Patriziat (Luzern)

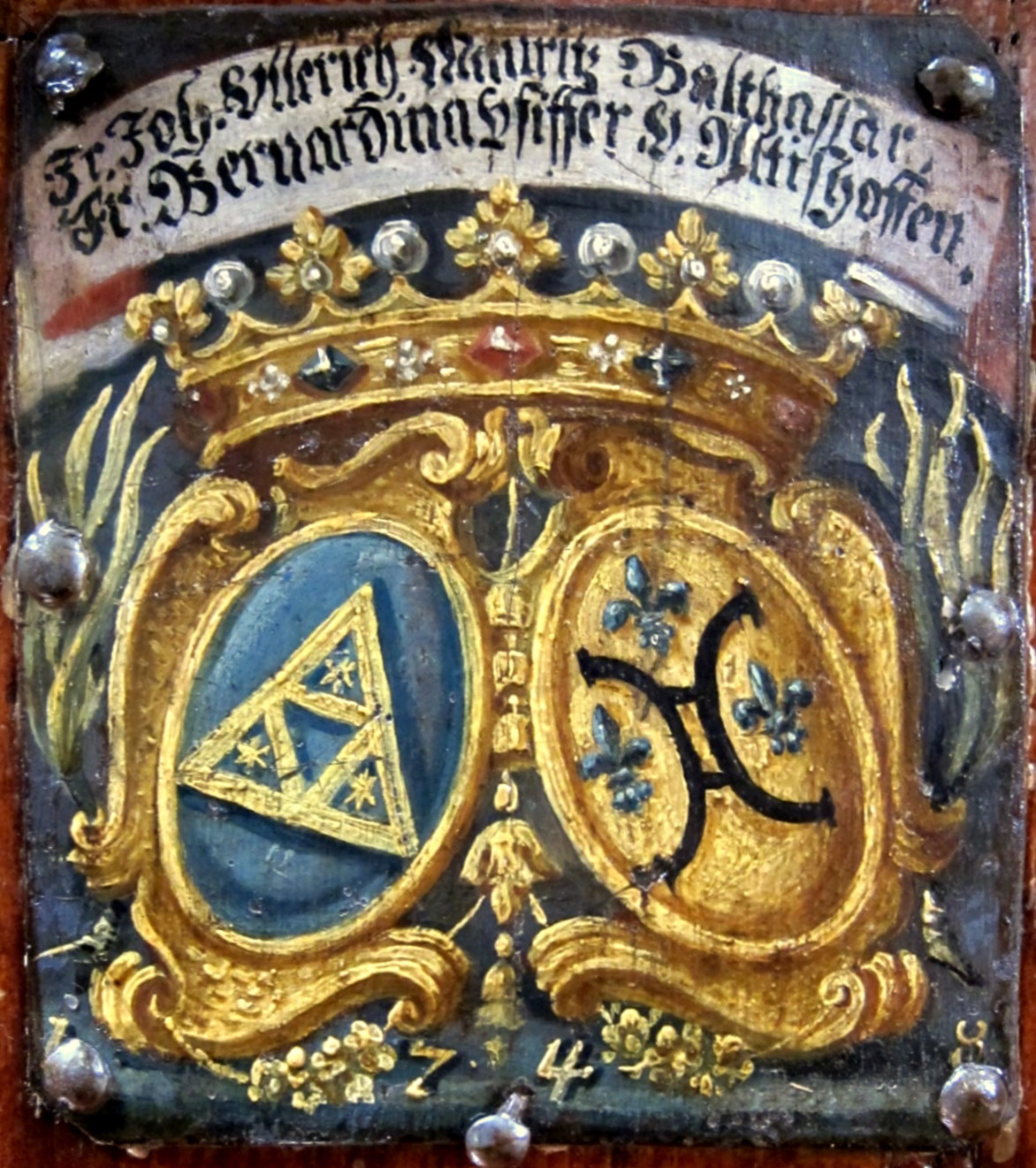
Allianzwappen der Luzerner Familien Balthasar und Pfyffer mit der für die Schweizer Adelspatriziate typischen Souveränitätskrone

Das Patriziat in Luzern bildeten die für den «Kleinen Rat» zugelassenen Patrizierfamilien in der freien und souveränen eidgenössischen Stadt und Republik Luzern. Das Luzerner Patriziat war ein Teil des Patriziats der Alten Eidgenossenschaft.

## Luzerner Regierung und Bevölkerung
Die Regierung in der freien und souveränen eidgenössischen Stadt und Republik Luzern bildeten 36 Klein- und 64 Grossräte (Schultheiss, Rat und Hundert). Die eine Hälfte tagte im Sommer-, die andere im Winterhalbjahr. Den Kleinräten waren die wichtigen Ämter des Schultheissen (Ratspräsident), Statthalters (Schultheissen-Stellvertreter), Seckelmeisters, Venners, Spital- und Bauherrn vorbehalten sowie die Vogteien Willisau, Rothenburg, Entlebuch, Ruswil, Michelsamt und Merenschwand. Die Grossräte verwalteten die Vogteien Büron/Triengen, Habsburg, Malters/Littau, Kriens/Horw, Knutwil, Ebikon, Wikon und die Seevogtei Sempach.
Die Bevölkerung war ständisch eingeteilt. An erster Stelle standen die patrizischen Kleinratsgeschlechter. Sie hatten die politische Macht. An zweiter Stelle standen die Grossratsfamilien. Auch sie waren regimentsfähig, mussten sich aber mit weniger wichtigen Ämtern begnügen. An dritter Stelle standen die Bürger, die nur theoretisch Ratsmitglieder waren, sowie die Neubürger, die von allen Ämtern und Offiziersstellen ausgeschlossen waren. Die vierte Stufe bildeten die Hintersassen, die nur Heimatrecht genossen.

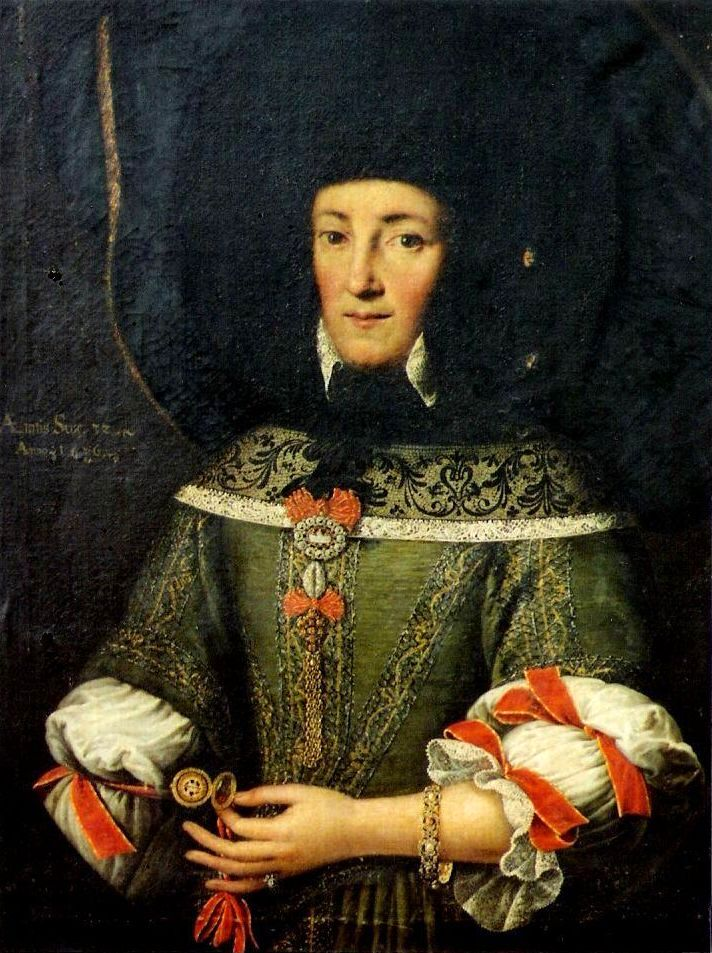
Luzerner Patrizierin aus dem Hause der Familie von Fleckenstein

## Entwicklung Luzerns zum patrizischen Stadtstaat
Als in Europa die Burgen an Bedeutung verloren, hatte sich das Prinzip der befestigten Burg auf die ummauerte Stadt übertragen. Die Verantwortung und Privilegien, die ein Burgherr hatte, vereinigten nun die städtischen Burger auf sich. Sie konnten es sich leisten, innerhalb der Stadtmauern Grundstücke zu erwerben. Dies galt auch für die 1178 gegründete Stadt Luzern, deren Herrschaft sich schon im 15. Jh. über das heutige Kantonsgebiet erstreckte.
Die führenden Familien Luzerns wurden nach der Schlacht bei Sempach (1386) zu den Rechtsnachfolgern der Grafen von Habsburg, in deren Besitz sich Luzern befunden hatte. Diese hatten es einst als Fischerdorf von der Abtei Murbach erworben. 1415 bestätigte König Sigismund Luzern die alten Freiheiten, die es unter Karl dem Grossen erworben hatte. Bis 1648 gehörte Luzern rechtlich zum Deutschen Reich, was dadurch zum Ausdruck kam, dass der Wappenschild vom Reichsadler überhöht war. Luzern war nicht nur eine freie und souveräne Reichsstadt und Republik (faktisch eine Städtearistokratie), sondern auch der Vorort der katholischen Eidgenossenschaft und Sitz des päpstlichen Nuntius.

## Im Ancien Régime

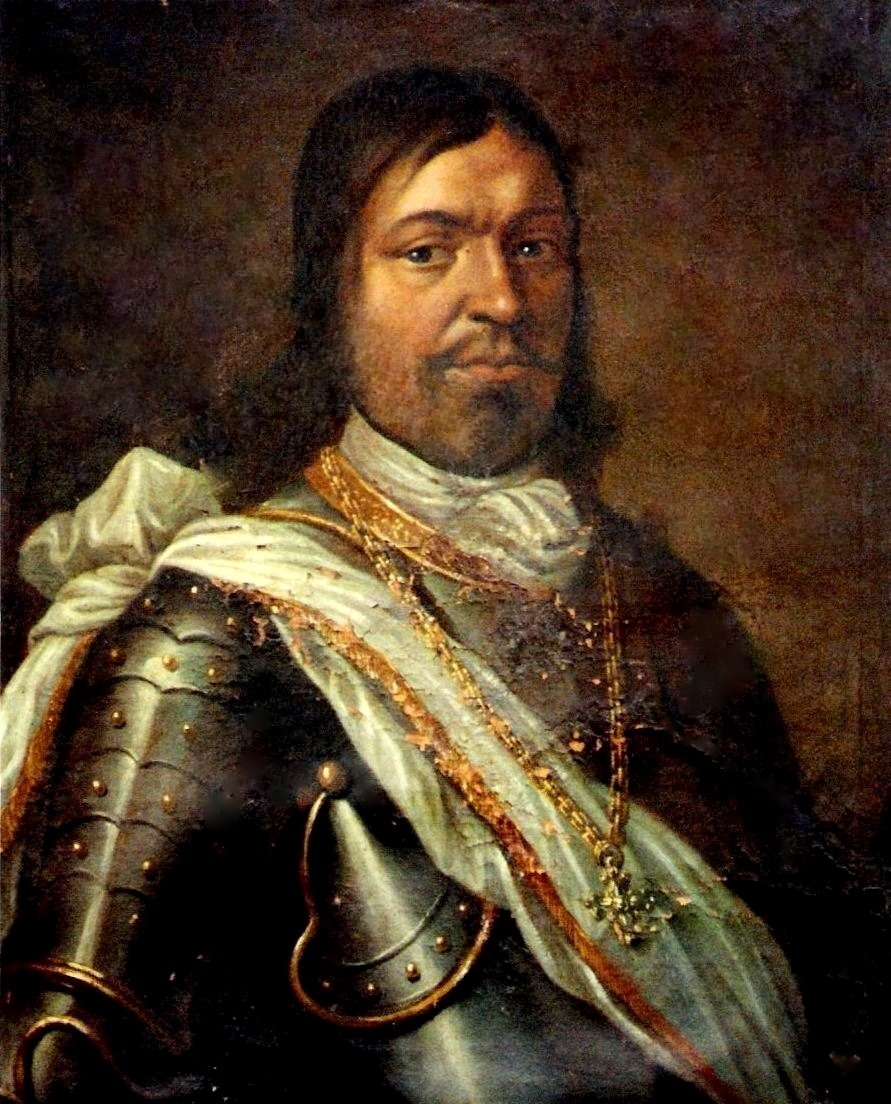
Rudolf Mohr, 1624–1702, Luzerner Schultheiss und Gardeoberst

Obwohl die Regimentsfähigkeit (Wählbarkeit in den Kleinen und Grossen Rat) seit 1568 allen Bürgern zukam, hatte nicht jeder Bürger Zugang zur Regierung. Diese beschränkte sich auf einen immer kleineren Kreis von regimentsfähigen Familien. Dies vollzog sich schrittweise 1571, 1588 und 1648, bis das Fundamentalgesetz von 1773 festlegte, dass erst beim Aussterben eines regimentsfähigen Geschlechts die jeweils älteste eingebürgerte Familie in ihrer vierten Generation aufrücken konnte. Mit diesem Gesetz hatten sich etwa 30 patrizische Familien von den übrigen regimentsfähigen Bürgern abgetrennt und weiteten ihren Einfluss bald auch im Grossen Rat aus. Damit hatte Luzern das konzentrierteste Patriziat unter den Schweizer Städtekantonen. Als Souveränitätssymbol führten sie die neunzackige Krone und beanspruchten den Titel Junker, der in neuerer Zeit unter Berufung auf das Fundamentalgesetz durch das Prädikat «von» abgelöst wurde. Dieses war aber in Luzern mit Ausnahme der alten Ministerialgeschlechter wenig in Gebrauch. Hingegen nannte man sich gern nach dem Grundbesitz (Pfyffer von Altishofen, Segesser von Brunegg). Das Recht auf das Prädikat «von» bekräftigte Luzern in mehreren Regierungsentscheiden von 1895, 1896 und 1899.
Die hohen Staats- und Verwaltungsämter sowie die wichtigsten Landvogteien waren erblich. Unter sich waren die Patrizier gleichberechtigt. Trotzdem gab es eine Abstufung, denn die Bedeutung einer Familie richtete sich nach der Anzahl Sitze im Kleinen Rat und danach, wie viele Schultheissen sie stellten. Während die Segesser von Brunegg, Schwytzer von Buonas und Schnyder von Wartensee jeweils je einen Sitz hatten, teilten Familien wie die Pfyffer von Altishofen, Balthasar, Meyer von Schauensee, Göldlin von Tiefenau, Schumacher und zur Gilgen die übrigen Sitze unter sich auf. Dem Ansehen einer Familie dienten auch eine lange Reihe von Militär-Karrieren im Ausland oder Adelsdiplome, die aber im eigenen Land rechtlich ohne Bedeutung waren.

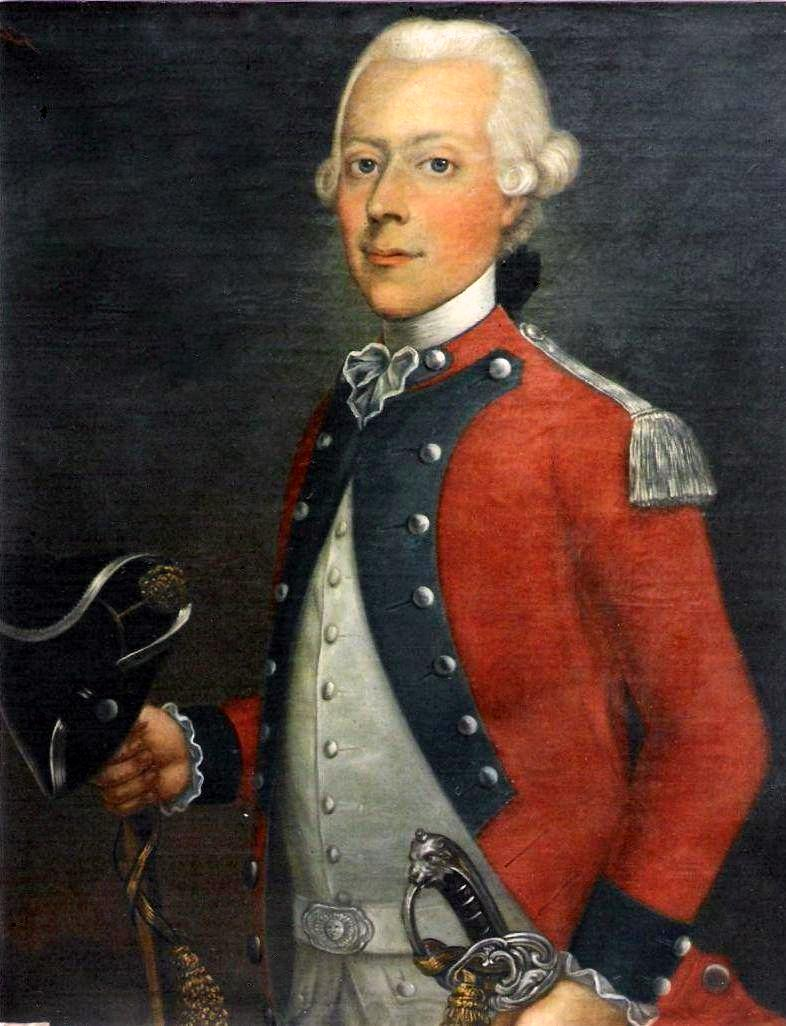
Ein junger Luzerner Patrizier aus der Familie Schnyder von Wartensee als Offizier eines Schweizerregiments in fremden Diensten

Die Zünfte in Luzern hatten keine politische Bedeutung. Sie standen unter Aufsicht der Regierung, indem sie Deputierte auf ihre Stuben sandte. Die Patrizier selbst übten kein Handwerk mehr aus, sondern dienten ausschliesslich dem Staat, der Kirche und als Offiziere einem König oder dem Papst. Man lebte von den königlichen Pensionen, vom Pulver-, Wein- und Salzhandel, von dem, was die Landgüter abwarfen, ferner von Abgaben, Zöllen und Bussgeldern, sodann von den Einnahmen der Stadt als Handels- und Umschlagsplatz für den Gotthardweg und von den Erträgen des Staatsvermögens.
Mit dem Ausland bestanden Handels- und Militärverträge, und das Geld floss so reichlich, dass Luzern ohne direkte Steuern auskam. Diese zahlten die Könige mit ihren Bündnisgeldern und Offizierspensionen. Entsprechend waren die Familien in eine spanische, savoyische und eine französische Partei aufgeteilt. Die Verträge («Kapitulationen») brachten nicht nur politische und wirtschaftliche Vorteile, sondern brachten Luzern auch in Berührung mit den europäischen Kulturzentren. Viele Patrizier traten als Sponsoren und Stifter auf. Neben ihren Stadthäusern bewohnten sie auch Herrensitze auf dem Land. Grössere Zusammenkünfte fanden im Gesellschaftshaus der Herren zu Schützen statt. Die Erziehung der Söhne und Töchter oblag den Jesuiten und Ursulinerinnen bzw. ausländischen Adelsakademien.
Wohl wurde der Kreis des Patriziates immer enger, doch hatte man auch ein System der gegenseitigen Kontrolle eingeführt, um Missbräuche zu verhindern. Damals kannte man die heutige Gewaltenteilung noch nicht, die ihren Ursprung in den staatstheoretischen Schriften von Locke und Montesquieu hat.

## Aufklärung und gesellschaftliche Umgestaltung
Die Ideen der Aufklärung beschränkten sich nicht nur auf politische und kirchliche Auffassungen, sondern richteten sich gegen alle gesellschaftlichen und kulturellen Zwänge, wie sie in jenem überreglementierten und saturierten 18. Jahrhundert bestanden. Dies führte zu einer Aufweichung des Patriziats, indem Vertreter einzelner Familien die neuen Ideen vertraten. Das ging nicht ohne Parteikämpfe. Diese, bekannt unter dem Namen Schumacher-Meyer-Handel, waren letztlich verantwortlich für die Schwächung des Patriziats.
Die Spaltung der regierenden Familien, die Bedrohung durch Napoleon und die infolge Militärdienstes in der Fremde vernachlässigte Verteidigung liessen es dem Patriziat 1798 angeraten erscheinen, aus eigenem Antrieb auf die aristokratische Verfassung zu verzichten. Mit ihrem weisen Entscheid hatten die Patrizier das Ancien Régime in Luzern selbst beendet. Dies verhinderte aber nicht die Geldzahlungen («Kontributionen»), die von Patriziat und Geistlichkeit an Frankreich zu leisten waren und auch nicht den Vasallendienst.

## Das 19. und 20. Jahrhundert
Die einstigen Parteikämpfe der Patrizier setzten sich nach dem Sturz Napoleons und nach der Restauration als Kampf der Konservativen und Liberalen fort. Während der Restauration von 1814 bis 1830 war die patrizische Regierung erweitert durch die Mitwirkung der übrigen Bürgerschaft. Die militärische Niederlage Luzerns gegen die liberalen Kantone im Sonderbundskrieg (1847) hatte das Selbstbewusstsein der Luzerner Patrizier empfindlich getroffen. Zu den bekanntesten Exponenten gehörten damals Vinzenz Rüttimann, Franz Bernhard Meyer von Schauensee, Philipp Anton von Segesser, Kasimir Pfyffer (von Altishofen) und Josef Schumacher im Uttenberg.

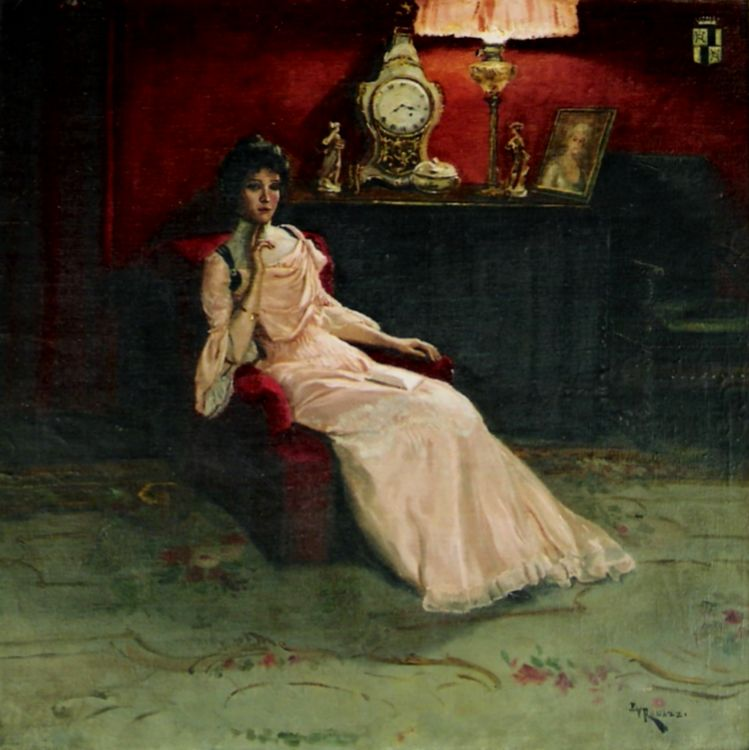
Junge Patrizierin aus der Familie Pfyffer von Heidegg zur Zeit der Belle Epoque

In der ersten Hälfte des 19. Jahrhunderts mussten sich die Luzerner Patrizier nach neuen Einkünften umsehen. Die einsetzende Industrialisierung als Betätigungsfeld war ungeeignet, da das Luzerner Patriziat in seinem adeligen Selbstverständnis dafür keine Grundlage schuf. Es blieben nur akademische Berufe, die Landwirtschaft, die Politik und eine Militärkarriere. Die Militärverträge mit dem Königreich Neapel, die bis 1860 bestanden, bildeten dazu eine Gelegenheit, und die zurückkehrenden Offiziere wurden als begehrte Instruktoren für die Schweizer Armee eingesetzt. Bekannt ist Alfons Pfyffer von Altishofen, Generalstabschef der Schweizer Armee sowie Schöpfer der Gotthardbefestigung. Ein weiteres Betätigungsfeld war der aufkommende Fremdenverkehr, der sich damals auf die gehobene Gesellschaft beschränkte. Für sie bauten Familien wie die Segesser und Pfyffer die grossen Belle-Epoque-Hotels Schweizerhof und National sowie das Hotel Rigi-Kaltbad.
In der zweiten Hälfte des 19. Jahrhunderts verbanden sich Patrizierfamilien mit Mitgliedern des gehobenen Bürgertums zu einer neuen Oberschicht, die im 20. Jahrhundert zwei Weltkriege überdauerte und sich erst in den 1960er Jahren aufzulösen begann, als sich die Gratwanderung zwischen Tradition und Moderne immer schwieriger gestaltete. Während der Jahrzehnte um die Jahrhundertwende lebte man im Zeichen des Historismus, dessen Nachblüte sich in Luzern bis in die 1950er Jahre hinzog. Besonders das aufstrebende Bürgertum lehnte sich mangels geschichtlicher Legitimität gerne an das politisch und gesellschaftlich erfahrenere Patriziat an. Doch vertrugen sich das merkantile Wesen und die immer komplizierter werdende Industriegesellschaft schlecht mit den adeligen Werten und Grundsätzen einer immer kleiner werdenden Minderheit. Heute ist das patrizische Selbstverständnis keine kollektive Erscheinung mehr, sondern Privatsache. Noch immer verfügen manche von ihnen über ausgedehnten Grundbesitz in der Stadt und deren Umgebung.

## Die patrizischen Familien Luzerns
Liste mit Jahr der ersten Erwähnung, Regierungseintritt, ausgestorben (†).
| Familie                | erste Erwähnung | Regierungseintritt | ausgestorben (†) |
| ---------------------- | --------------- | ------------------ | ---------------- |
| Noch blühende Familien |                 |                    |                  |
| Balthasar (von)        | 1531            | 1598               |                  |
| zur Gilgen             | 1428            | 1475               |                  |
| Göldlin von Tiefenau   | 1387            | 1655               |                  |
| Hartmann (von)         | 1424            | 1671               |                  |
| Mayr von Baldegg       | 1452            | 1517               |                  |
| Meyer von Schauensee   | 1468            | 1581               |                  |
| Pfyffer von Altishofen | 1322            | 1509               |                  |
| am Rhyn                | 1518            | 1564               |                  |
| Schnyder von Wartensee | 1350            | 1715               |                  |
| Schumacher, (von)      | 1431            | 1568               |                  |
| Schwytzer von Buonas   | 1527            | 1633               |                  |
| Segesser von Brunegg   | 1241            | 1564               |                  |
| Sonnenberg, von        | 1357            | 1480               |                  |
| Ausgestorbene Familien |                 |                    |                  |
| an der Allmend         | 1495            | 1606               | † 1829           |
| Bircher                | 1500            | 1525               | † 1791           |
| Cysat                  | 1538            | 1659               | † 1802           |
| Dulliker               | 1522            | 1564               | † 1820           |
| Dürler                 | 1570            | 1633               | † 1847           |
| Entlin                 | 1522            | 1640               | † 1822           |
| Feer                   | 1372            | 1433               | † 1794           |
| Fleckenstein, von      | 1462            | 1516               | † 1833           |
| Haas                   | 1373            | 1423               | † 1796           |
| Hertenstein, von       | 1213            | 1413               | † 1853           |
| Keller (von Kellern)   | 1584            | 1677               | † 1865           |
| Krus                   | 1483            | 1565               | † 1805           |
| Mohr                   | 1436            | 1521               | † 1913           |
| Peyer im Hof           | 1300            | 1730               | † 1842           |
| Rüttimann, (von)       | 1565            | 1774               | † 1873           |